# Gammagolven

Gammagolven zijn hersengolven met een frequentie van tussen de 25 en de 100 hertz, al komt een frequentie van 40 Hz het meest voor. Er wordt gesuggereerd dat gammagolven verbonden zijn aan het verbinden van bewuste waarneming (het bindingsprobleem), maar hier is geen eenduidig wetenschappelijk bewijs voor.